# John Rinkel

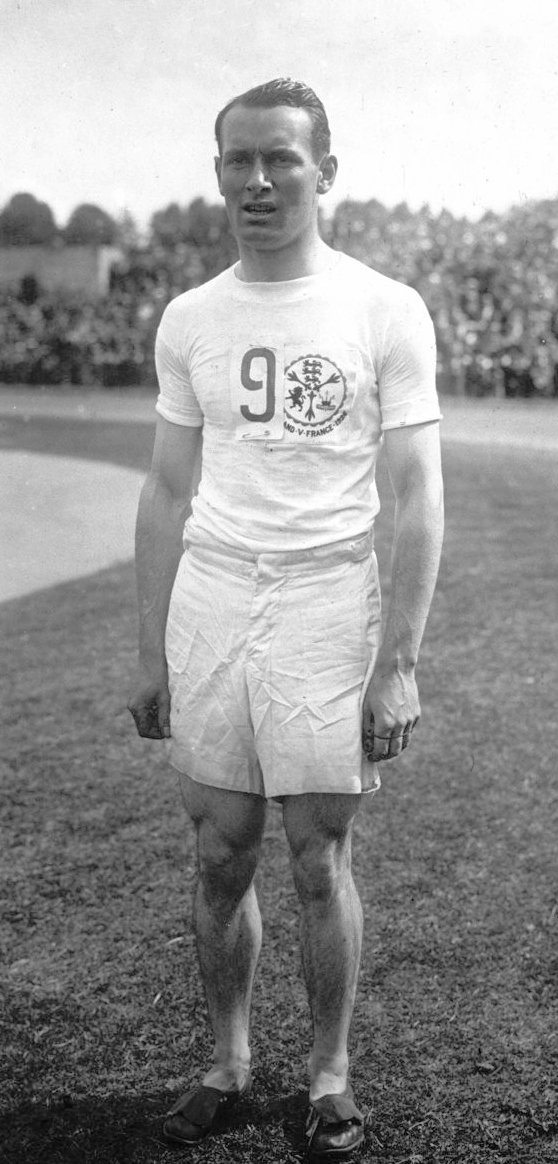
John Rinkel, 1926

John Rinkel (eigentlich Jan William Joslin Rinkel; * 24. März 1905 in Hilversum; † 13. März 1975 in Gerrards Cross, Buckinghamshire) war ein britischer Sprinter niederländischer Herkunft.
Bei den Olympischen Spielen 1928 in Amsterdam wurde er Vierter über 400 m mit seiner persönlichen Bestzeit von 48,4 s und Fünfter in der 4-mal-400-Meter-Staffel. Kurz danach siegte er bei den Studenten-Weltmeisterschaften über 200 m.
1926 wurde er Englischer Meister über 440 Yards.